# Evionnaz
Evionnaz es una comuna suiza del cantón del Valais, situada en el distrito de San Mauricio. Limita al norte con las comunas de Vérossaz, Mex y Saint-Maurice, al este con Collonges, al sureste con Dorénaz y Vernayaz, al sur con Salvan, al suroeste con Sixt-Fer-à-Cheval (FR-74), y al oeste con Champéry y Val-d'Illiez.

## Transportes
Ferrocarril
Existe una estación ferroviaria en la comuna donde efectúan parada trenes regionales que la comunican con otras comunas del Cantón del Valais.